# Robert Seton-Watson
Robert William Seton-Watson, född den 20 augusti 1879 i London, död den 25 juli 1951 på Skye, var en skotsk historiker och Balkankännare. Han var far till Hugh Seton-Watson.
Seton-Watson studerade i Oxford, Berlin, Paris och Wien. Han ägnade sig sedan, från 1906, åt forskning och författarskap om Balkanfolkens och Österrike-Ungerns nyare historia och politiska förhållanden. Seton-Watson var 1915–1922 docent i östeuropeisk historia vid King's College i London och innehade från 1922 en nyupprättad, efter president Masaryk uppkallad professur i centraleuropeisk historia vid Londons universitet. Många av hans skrifter utgavs under pseudonymen Scotus Viator.